# Elnath
Elnath (von arabisch النطح, DMG an-naṭḥ ‚das Horn‘) ist der Eigenname des Sterns β Tauri (Beta Tauri). Er stellt eine der beiden Hornspitzen des mythologischen Himmelsstiers dar (die andere ist ζ Tauri).
Ptolemäus rechnete Elnath dem Sternbild Fuhrmann zu, Johann Bayer ordnete ihn beiden Sternbildern zu und benannte sie Beta Tauri und Gamma Aurigae (γ Aur). Durch die Festlegungen der modernen Sternbildgrenzen 1930 wird die Bezeichnung γ Aur nicht mehr verwendet.
Elnath ist ein blauweißer Stern des Spektraltyps B7 mit einer scheinbaren Helligkeit von +1,7 mag, womit er zu den 50 hellsten Sternen am Nachthimmel gehört. Er ist etwas mehr als 130 Lichtjahre entfernt. Der Stern hat in etwa die 700-fache Leuchtkraft der Sonne und gehört als Quecksilber-Mangan-Stern zu den pekuliären Sternen.